# Josèp Rosalind Rancher
Josèp Rosalind Rancher (Niça 1785 - 1843) fou un escriptor en occità, un dels més prestigiosos del segle XIX. Treballà com a funcionari francès sota l'Imperi francès, però quan Niça passà al regne del Piemont es posà al servei de la casa de Savoia. Fou un dels renovadors del teatre burlesc occità amb una truculència que escandalitzà els seus contemporanis. Se'l considera un dels precursors del Felibritge.

## Obres
- Nemaïda o siá lou trionf dai Sacrestan (1823)
- Lou fablié niçard (1823)